# 北海道道550号幌糠小平停車場線

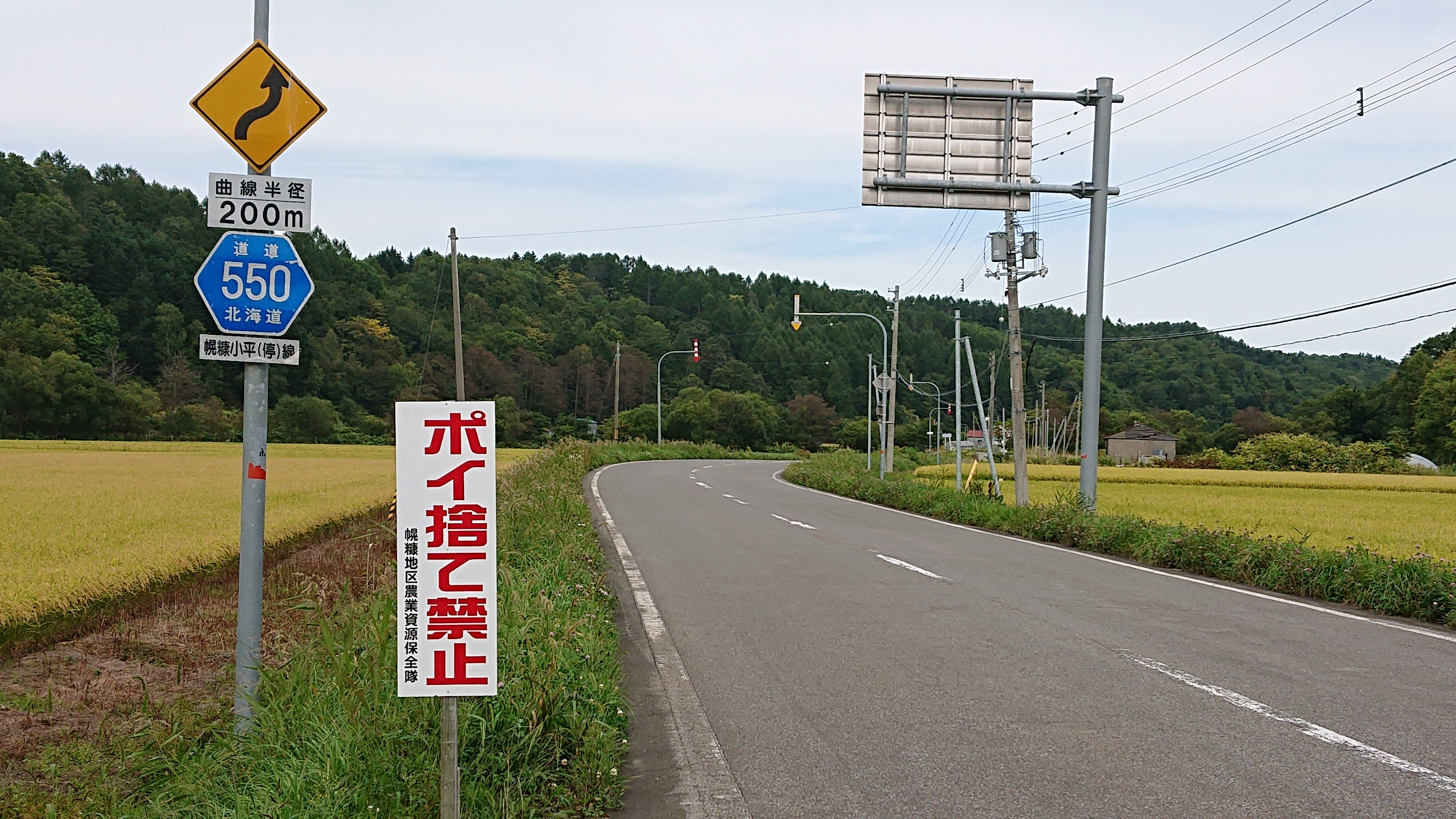
北海道道550号幌糠小平停車場線

北海道道550号幌糠小平停車場線（ほっかいどうどう550ごう ほろぬかおびらていしゃじょうせん）は、北海道留萌市と留萌郡小平町を結ぶ一般道道（北海道道）である。

## 概要

### 路線データ
- 起点：北海道留萌市幌糠町（国道233号・北海道道801号樽真布幌糠線交点）
- 終点：北海道留萌郡小平町字小平町（旧国鉄 羽幌線 小平駅跡）
- 総延長：25.496 km
- 実延長：25.168 km
- 重用延長：0.328 km

### 道路管理者
- 留萌振興局 留萌建設管理部 事業課

## 歴史
- 1966年（昭和41年）3月31日 - 路線認定[1]。
- 1987年（昭和62年）3月30日 - 羽幌線の廃線に伴い、小平駅は廃駅となる。

## 路線状況

### 重複区間
- 北海道道1006号達布小平町線（小平町字本郷 - 小平町字小平町）
- 国道232号（小平町字小平町）

### 道路施設

#### 主なトンネル
- 中幌トンネル（254.0 m、留萌市中幌糠町 - 小平町字岐富） 1993年（平成5年）10月完成。

#### 主な橋梁
- 幌糠大橋（60 m、留萌川、留萌市幌糠町）
- 中幌糠1号橋（22 m、中幌糠川、留萌市幌糠町）
- 幌糠2号橋（28 m、中幌糠川、留萌市中幌糠町）
- 幌糠3号橋（25 m、中幌糠川、留萌市中幌糠町）
- 新農地橋（23 m、中幌糠川、留萌市中幌糠町）
- 新栄地橋（23 m、中幌糠川、留萌市中幌糠町）
- 中幌橋（95 m、中幌糠川、留萌市中幌糠町）
- 桑園橋（34 m、折真布川、小平町字桑園）
- 折真布橋（32 m、折真布川、小平町字桑園 - 小平町字本郷）
- 本郷橋（43 m、折真布川、小平町字本郷）

## 地理

### 通過する自治体
- 留萌振興局
  - 留萌市
  - 留萌郡小平町

### 交差する道路
留萌市
- 国道233号 - 幌糠町（起点）
- 北海道道801号樽真布幌糠線 - 幌糠町（起点）

小平町
- 北海道道1048号留萌小平線 - 字桑園
- 北海道道1006号達布小平町線 - 字本郷、字小平町（重複）
- 国道232号 - 字小平町（重複）

### 沿線にある施設など
留萌市
- 幌糠郵便局
- 中幌ダム

小平町
- 小平本郷郵便局
- 小平町立小平中学校
- 小平消防支署
- 小平町役場